# Project Zero II: Crimson Butterfly
Project Zero II: Crimson Butterfly, in Amerika uitgegeven als Fatal Frame II: Crimson Butterfly en in Japan als Zero ~Akai Chō~, is een videospel voor het platform Sony PlayStation 2. Het spel werd uitgebracht in 2003.

## Trivia
- Het spel is opgenomen in het boek 1001 Video Games You Must Play Before You Die van Tony Mott.